# Johannes Gründel
Johannes Gründel (* 13. Mai 1929 in Ullersdorf, Landkreis Glatz, Provinz Niederschlesien; † 16. März 2015 in Freising) war ein deutscher katholischer Theologe, Priester und Professor für Moraltheologie an der Universität München. Er war Träger des Bayerischen Verdienstordens und lebte im Freisinger Ortsteil Hohenbachern.

## Biographie
Johannes Gründel verlebte seine Kindheit in Ullersdorf an der Biele in der ehemaligen Grafschaft Glatz, wo seine Eltern den Gründel-Hof bewirtschafteten, der vormals ein Freirichtergut gewesen war. Bis Kriegsende 1945 besuchte Johannes Gründel das Humanistische Gymnasium in der Kreisstadt Glatz. Nach der Vertreibung 1946 kam die Familie nach Nordrhein-Westfalen.
Nach dem Abitur studierte er an der katholischen Philosophisch-Theologischen Hochschule Königstein im Taunus und wurde 1952 in Limburg zum Priester geweiht.
Weitere Stationen waren
- Aufbaustudium an der Ludwig-Maximilians-Universität München und in Rom in den Fächern Philosophie, Psychologie und Theologie (dabei Assistent am Lehrstuhl von Richard Egenter).
- Promotion 1959 und Habilitation 1966 in München.
- 1967 Professor an der Philosophisch-theologischen Hochschule Freising
- von 1968 bis zur Emeritierung 1997 Professor für Moraltheologie an der Ludwig-Maximilians-Universität München, Fachbereich Katholische Theologie.

Weitere Lehrtätigkeiten übte er in Regensburg, Linz und Jerusalem aus. Er arbeitete in verschiedenen medizinisch-ethischen Arbeitsgruppen und Ethikkommissionen mit und veröffentlichte zahlreiche Beiträge zu aktuellen Themen theologischer Ethik.
Gründel genoss internationale Reputation auf Grund seiner wissenschaftlichen Arbeit, wurde aber auch bekannt, da er einer der Ersten in Deutschland war, die sich zu Gunsten von AIDS-Kranken einsetzten; u. a. trat er in Fernsehspots auf. Als Professor förderte er stets die Arbeit von Theologinnen im Fachbereich Katholische Theologie. Sein persönliches Engagement führte ihn zum Einsatz für die Menschenrechte, etwa in Lateinamerika.
Gründel hat auch außerhalb Deutschlands in mehreren Hochschulen und Universitäten des Auslands Gastvorlesungen gehalten.
Gründel war Mitglied der K.D.St.V. Agilolfia Freising und der K.D.St.V Vandalia Prag zu München im CV, der K.St.V. Isaria Freising im KV sowie der KMF im Bund Neudeutschland. In der Pfarrkuratie St. Ulrich in Hohenbachern-Freising wirkte er viele Jahre lang ehrenamtlich als Seelsorger.
Zu seinen Schülern gehörten u. a. Mark Achilles, Elisabeth Bleske, Constanze Giese, Hans-Günter Gruber, Georgine Lerch, Alfons Hämmerl, Reinhard Haubenthaler, Benedikta Hintersberger, Elke Hümmeler, Leo Zirker und die Athener Professorin Nikolitsa Georgopoulou.

## Auszeichnungen
- 1998 wurde er mit dem Bundesverdienstkreuz am Bande ausgezeichnet.
- Für seine wissenschaftliche Leistung zum Aufbau der Fachrichtung Orthodoxe Theologie an der Ludwig-Maximilians-Universität München erhielt er am 9. Juni 2006 von der Theologischen Fakultaet der Kapodistrias-Universität in Athen den Ehrendoktor. Er ist der erste katholische, nicht orthodoxe Theologe, der einen Ehrendoktor an einer orthodoxen theologischen Fakultät bekommen hat.
- Für sein Lebenswerk erhielt Gründel am 9. Juli 2009 den Bayerischen Verdienstorden.
- Für seine Verdienste um die Stadt Freising und sein ehrenamtliches Engagement wurde ihm 2012 durch den Oberbürgermeister Dieter Thalhammer die Ehrenmedaille der Stadt Freising verliehen.[2]

## Veröffentlichungen (Auswahl)
Gründels Interesse galt Grundsatzfragen der Ethik und Moraltheologie (Warum soll ich etwas tun? Wann haben Normen Gültigkeit?), aber auch aktuellen Fragen der Gegenwart, insbesondere der Medizinethik, dem Problem des Suizids oder der Umweltethik. Er wird als einer der profiliertesten Vertreter einer christlichen Verantwortungsethik betrachtet.
- Die Lehre von den Umständen der menschlichen Handlung im Mittelalter. 1963
- Fragen an den Moraltheologen: Gespräch zwischen einem Moraltheologen und einem Laien über brennende Fragen der christlichen Lebensführung. 1969
- Ethik ohne Normen? Zu den Weisungen des Evangeliums. 1970
- Wandelbares und Unwandelbares in der Moraltheologie: Erwägungen zur Moraltheologie an Hand des Axioms „agere sequitur esse“. 1971
- Normen im Wandel: eine Orientierungshilfe für christliches Leben heute . 1980
- Die Erde – unserer Sorge anvertraut. 1984
- Gesundheit und Krankheit als Gabe und Aufgabe. 1984
- Schuld und Versöhnung. 1985
- als Hrsg. mit August Wilhelm von Eiff: Von AIDS herausgefordert. Medizinisch-ethische Orientierungen. Freiburg 1987.
- als Hrsg.: AIDS. Herausforderung an Gesellschaft und Moral (= Schriften der Katholischen Akademie in Bayern. Band 125). Mit Beiträgen von Otto Braun-Falco, Ludwig Demling, Johannes Gründel, Gundolf Keil, Henrik Kreutz und Otfried Seewald. Mit einem Anhang Gesetzestexte, staatliche Maßnahmen, kirchliche Orientierungen. Patmos, Düsseldorf 1987, ISBN 3-491-77686-4.
- Mut zur eigenen Überzeugung: unsere Demokratie braucht Zivilcourage, 1988
- Leben aus christlicher Verantwortung. Ein Grundkurs der Moral. 3 Bände. 1991–1992

## Autobiographie
- „Unterwegs mit einer Verheißung“. In: Konrad Hilpert (Hrsg.): Theologische Ethik Autobiografisch. Verlag Ferdinand Schöningh . Paderborn 2007, ISBN 978-3-506-76390-7, S. 121–149.

## Festschrift
- Hans-Günter Gruber (Hrsg.), Benedikta Hintersberger (Hrsg.): Das Wagnis der Freiheit. Theologische Ethik im interdisziplinären Gespräch. Johannes Gründel zum 70. Geburtstag, Würzburg 1999, (Enthält auf den Seiten 373–394 eine Bibliographie von J. Gründel), ISBN 3-429-02116-2.

## Zitat
„Das Mittelalter kannte eine eigene Tugend: die Epikie, jene Grundhaltung, die bereit ist, um der Sachforderung willen gegen ein noch bestehendes, aber sinnlos gewordenes Gesetz zu handeln, um auf diese Weise den Willen Gottes recht zu erfüllen. - Eine solche Mündigkeit muss Ziel der Erziehung sein und bleiben. Sie bedeutet Erziehung zur Verantwortung, sie beinhaltet auch Freiheit in Bindung. Gerade in einer Gesellschaft, in der der Mensch in vielschichtiger Weise fragwürdigen Manipulationen ausgeliefert ist und den Bedürfnissen einer Industriegesellschaft gefügig gemacht werden soll, bedarf es dieser Erziehung zur Mündigkeit.“

„Nicht der Staat ist der beste, der die meisten Gesetze besitzt; nicht jene Regierung ist die beste, die die meisten Gesetzesvorlagen einbringt, sondern jene, die ein Höchstmaß an Eigenverantwortung weckt und den Freiraum für solche Eigenverantwortung schützt.“